# Филателистическая библиотека Скалистых гор
Филателистическая библиотека Скалистых гор (англ. Rocky Mountain Philatelic Library) — финансируемая из частных источников публичная библиотека филателистической литературы в Денвере (штат Колорадо).

## История
Библиотека открылась 1 августа 1993 года. После этого последовал ряд переездов, но в итоге 3 августа 1996 года библиотека начала работать в нынешних полностью принадлежащих ей помещениях.

## Правовой статус
Библиотека является зарегистрированной некоммерческой корпорацией штата Колорадо, имеющей статус благотворительной организации согласно ст. 501(c)(3), присвоенный Налоговой службой США. Библиотека является общественной благотворительной организацией, при этом сделанные ей пожертвования подлежат благотворительному вычету для целей федерального подоходного налога США.

## Коллекции
Помимо основной коллекции филателистической литературы, карт, каталогов аукционов, журналов и газетных вырезок, в библиотеке есть несколько специализированных коллекций и клубных коллекций. Среди них — коллекция истории Запада и железных дорог и библиотека клуба коллекционеров Скандинавии (Scandinavian Collectors Club).

## Помещения
В библиотеке есть специальный зал для проведения собраний, и несколько местных филателистических обществ регулярно проводят собрания в библиотеке. Также имеется успешное подразделение по аукционной продаже почтовых марок. В 2009 году было приобретено ещё одно здание, примыкающее к существующим помещениям, что вдвое увеличило площадь помещений библиотеки.